# Anders Isaksson
Anders Isaksson (né le 9 mai 1943 à Piteå- mort le 17 janvier 2009) est un journaliste, écrivain et historien suédois. Il est notamment connu pour son ouvrage en 4 volumes sur le parti social-démocrate suédois des travailleurs et sur la vie du premier ministre Per Albin Hansson.

## Biographie
Isaksson a travaillé comme reporter politique, syndical et économique, a été correspondant étranger pour la radio et la télévision, a écrit des chroniques politiques dans Dagens Industri et a été associé à la page éditoriale du Dagens Nyheter. Il a reçu de nombreux prix, dont le Grand prix du journalisme en 1987. Isaksson a écrit une biographie en quatre parties de Per Albin Hansson et a publié deux livres sur les coûts et l'organisation de l'État-providence. Connaissant bien la partie sociale-démocrate du mouvement syndical, Anders Isaksson critiquait ce qu'il considérait comme des abus dans l'exercice du pouvoir.
Anders Isaksson est marié depuis 1973 à l'ancienne conseillère ministérielle Mona Danielsson, qui a dirigé l'unité gouvernementale chargée de l'égalité entre les hommes et les femmes jusqu'en mai 2000. Ils ont un fils.

## Publications
- Per Albin. Del 1: Vägen till folkhemmet (1985),  (ISBN 91-46-15026-9)
- Per Albin. Del 2: Revolutionären (1990),  (ISBN 91-46-15295-4)
- Per Albin. Del 3: Partiledaren (1996),  (ISBN 91-46-16886-9)
- Per Albin. Del 4: Landsfadern (2000),  (ISBN 91-46-17683-7)
- När pengarna är slut - välfärden efter välfärdsstaten (1992)
- Alltid mer, aldrig nog - om medborgaren, staten och välfärden (1994)
- Politik och politiker - krönikor från ett epokskifte (1996)
- Den politiska adeln - Politikens förvandling från uppdrag till yrke (2002)
- Den politiska adeln (2006 reviderad och utökad upplaga)
- Kollegiet för sysselsättande av de arbetslösa - Riksrevisionen om arbetsmarknadspolitiken (2006),  (ISBN 91-7566-628-6)
- Ebbe - mannen som blev en affär (2007),  (ISBN 91-85555-03-7)